# Bombylius
Bombylius är ett släkte av tvåvingar. Bombylius ingår i familjen svävflugor.

## Dottertaxa tillBombylius, i alfabetisk ordning[1][2]
- Bombylius aaroni
- Bombylius abominalis
- Bombylius acrophylax
- Bombylius aestivus
- Bombylius agilis
- Bombylius aksarayensis
- Bombylius albaminis
- Bombylius albicapillus
- Bombylius albopenicillatoides
- Bombylius albopenicillatus
- Bombylius albosparsus
- Bombylius aleophilus
- Bombylius alexanderi
- Bombylius altaicus
- Bombylius altimyia
- Bombylius altivolans
- Bombylius ambustus
- Bombylius analis
- Bombylius angulatus
- Bombylius antennipilosus
- Bombylius anthophilus
- Bombylius anthophoroides
- Bombylius apertus
- Bombylius ardens
- Bombylius arenosus
- Bombylius argentarius
- Bombylius argentifacies
- Bombylius arizonicus
- Bombylius armeniacus
- Bombylius atriceps
- Bombylius atropos
- Bombylius audcenti
- Bombylius aureocookae
- Bombylius aureus
- Bombylius aurifer
- Bombylius auriferoides
- Bombylius austini
- Bombylius axillaris
- Bombylius aztec
- Bombylius balion
- Bombylius ballmeri
- Bombylius basifumatus
- Bombylius bedouinus
- Bombylius bellus
- Bombylius bicincta
- Bombylius bicolor
- Bombylius boharti
- Bombylius breviabdominalis
- Bombylius brevirostris
- Bombylius brunettii
- Bombylius cachinnans
- Bombylius c-album
- Bombylius californicus
- Bombylius callopterus
- Bombylius calus
- Bombylius caminaria
- Bombylius canadensis
- Bombylius candidifrons
- Bombylius candidus
- Bombylius canescens
- Bombylius capensis
- Bombylius chinensis
- Bombylius cinerarius
- Bombylius cinerascens
- Bombylius cinereus
- Bombylius cinerivus
- Bombylius cirrhopus
- Bombylius citrinus
- Bombylius clio
- Bombylius coahuilensis
- Bombylius collaris
- Bombylius comanche
- Bombylius comastes
- Bombylius coquilletti
- Bombylius crassitarsis
- Bombylius cruciatus
- Bombylius curtirhynchus
- Bombylius debilis
- Bombylius depictus
- Bombylius deserticola
- Bombylius desertivagus
- Bombylius diagonalis
- Bombylius dichoptus
- Bombylius diegoensis
- Bombylius dimidiatus
- Bombylius discolor
- Bombylius dives
- Bombylius dolorosus
- Bombylius dolorsus
- Bombylius dorsalis
- Bombylius duncani
- Bombylius eboreus
- Bombylius efflatounbeyi
- Bombylius elbayensis
- Bombylius elongatus
- Bombylius eploceus
- Bombylius erectus
- Bombylius erythrocerus
- Bombylius exiguus
- Bombylius facialis
- Bombylius fallax
- Bombylius favillaceus
- Bombylius femoralis
- Bombylius fimbratus
- Bombylius fisheri
- Bombylius flavicalcaratus
- Bombylius flavifacies
- Bombylius flavipilosus
- Bombylius flaviplosus
- Bombylius flavissimus
- Bombylius forbesi
- Bombylius fraudator
- Bombylius fraudulentus
- Bombylius frommerorum
- Bombylius fulvibasoides
- Bombylius fulvipes
- Bombylius fulvonotatus
- Bombylius fulvulus
- Bombylius fulvus
- Bombylius fumosus
- Bombylius fuscus
- Bombylius gossyporrhus
- Bombylius goyaz
- Bombylius gracilipes
- Bombylius grandiosus
- Bombylius haemorrhoicum
- Bombylius haemorrhoidalis
- Bombylius halli
- Bombylius haywardi
- Bombylius helvus
- Bombylius hesychastes
- Bombylius heteronevrus
- Bombylius hololeucus
- Bombylius horni
- Bombylius hypoxantha
- Bombylius incanus
- Bombylius incognitus
- Bombylius inconspicus
- Bombylius insularis
- Bombylius io
- Bombylius iphiculus
- Bombylius iranicus
- Bombylius japygus
- Bombylius kanabensis
- Bombylius kirgizorum
- Bombylius koreanus
- Bombylius kozlovi
- Bombylius kugleri
- Bombylius kutshurganicus
- Bombylius lancifer
- Bombylius landbecki
- Bombylius lassenensis
- Bombylius leberi
- Bombylius lejostomus
- Bombylius leucopygus
- Bombylius loriae
- Bombylius lusitanicus
- Bombylius luteolus
- Bombylius macfarlandi
- Bombylius maculatus
- Bombylius maculithorax
- Bombylius maculosus
- Bombylius magnificus
- Bombylius major
- Bombylius marebensis
- Bombylius marginatus
- Bombylius marilynae
- Bombylius massaurensis
- Bombylius mauritanus
- Bombylius maurus
- Bombylius medius
- Bombylius medorae
- Bombylius meigeni
- Bombylius melampogon
- Bombylius melanopygus
- Bombylius mendax
- Bombylius metopium
- Bombylius mexicanus
- Bombylius micropsarus
- Bombylius minor
- Bombylius mobilis
- Bombylius modestoides
- Bombylius modestus
- Bombylius mohavensis
- Bombylius montanus
- Bombylius montium
- Bombylius morelos
- Bombylius morio
- Bombylius morosus
- Bombylius moussayensis
- Bombylius mus
- Bombylius narynensis
- Bombylius neithokris
- Bombylius neotropicus
- Bombylius nephthys
- Bombylius nevadensis
- Bombylius nicholsonae
- Bombylius nigricolor
- Bombylius nigripes
- Bombylius nigriventris
- Bombylius nigrofemoratus
- Bombylius niveus
- Bombylius nubilus
- Bombylius nudus
- Bombylius numidus
- Bombylius obliquus
- Bombylius obscuripennis
- Bombylius oceanus
- Bombylius ochraceus
- Bombylius olgae
- Bombylius olivierii
- Bombylius olsufjevi
- Bombylius orientalis
- Bombylius ovatus
- Bombylius painteri
- Bombylius painterorum
- Bombylius pallens
- Bombylius pallidicruris
- Bombylius pallidipilus
- Bombylius pallidus
- Bombylius pamiricus
- Bombylius paradoxus
- Bombylius pardalotus
- Bombylius pauli
- Bombylius pendens
- Bombylius pericaustus
- Bombylius persicus
- Bombylius phaeopterus
- Bombylius phlogmodes
- Bombylius pintuarius
- Bombylius plichtai
- Bombylius plumipes
- Bombylius podagricus
- Bombylius polius
- Bombylius polypogon
- Bombylius posticus
- Bombylius postversicolor
- Bombylius primogenitus
- Bombylius probellus
- Bombylius propinquus
- Bombylius proximocruciatus
- Bombylius pulchellus
- Bombylius pulcher
- Bombylius pulcherrimus
- Bombylius pumilus
- Bombylius punctipennis
- Bombylius pusiellus
- Bombylius pygmaeus
- Bombylius pyrrhothrix
- Bombylius quadricolor
- Bombylius quadrifarius
- Bombylius queretaroensis
- Bombylius quirinus
- Bombylius ravus
- Bombylius recedens
- Bombylius reginae
- Bombylius repeteki
- Bombylius rhea
- Bombylius rhodius
- Bombylius roonwali
- Bombylius rossicus
- Bombylius rufiventris
- Bombylius rufum
- Bombylius ruizi
- Bombylius ruoanalis
- Bombylius rutilous
- Bombylius saudiensis
- Bombylius schaeuffelei
- Bombylius semifuscus
- Bombylius seminiger
- Bombylius semirufus
- Bombylius senilis
- Bombylius septentrionalis
- Bombylius shah
- Bombylius shelkovnikovi
- Bombylius shibakawae
- Bombylius sierra
- Bombylius silvus
- Bombylius similis
- Bombylius simplicipennis
- Bombylius simulans
- Bombylius socotrae
- Bombylius spinipes
- Bombylius spinulosus
- Bombylius striatifrons
- Bombylius subacutus
- Bombylius subflavus
- Bombylius submaculosus
- Bombylius succandidus
- Bombylius suffusa
- Bombylius susianae
- Bombylius sylphae
- Bombylius syndesmus
- Bombylius syrinx
- Bombylius sytshuanensis
- Bombylius taxcoensis
- Bombylius taxconesis
- Bombylius tephroleucus
- Bombylius terminalis
- Bombylius testaceiventris
- Bombylius texanus
- Bombylius thapsinoides
- Bombylius torquatus
- Bombylius transatlanticus
- Bombylius trichurus
- Bombylius tripudians
- Bombylius tuckeri
- Bombylius turanicus
- Bombylius turcmenicus
- Bombylius uniformis
- Bombylius ushinskii
- Bombylius uzbekorum
- Bombylius wadensis
- Bombylius vagabundus
- Bombylius vagans
- Bombylius valdivianus
- Bombylius validus
- Bombylius walkeri
- Bombylius vallicola
- Bombylius vansoni
- Bombylius varius
- Bombylius washingtoniensis
- Bombylius watanabei
- Bombylius waterbergensis
- Bombylius venosus
- Bombylius willistoni
- Bombylius vittatus
- Bombylius vlasovi
- Bombylius xanthinus
- Bombylius xanthothrix
- Bombylius zapataensis
- Bombylius zarudnyi
- Bombylius zephyr
- Bombylius zircon
- Bombylius zonicus